# غوكهان كيليج
غوكهان كيليج (بالتركية: Gökhan Kılıç)‏ هو رباع تركي، ولد في 6 يناير 1981 في صقاريا في تركيا.